# Mont de la Gouille
Mont de la Gouille är en bergstopp i Schweiz.   Den ligger i distriktet Entremont och kantonen Valais, i den södra delen av landet, 120 km söder om huvudstaden Bern. Toppen på Mont de la Gouille är 3 133 meter över havet.
Terrängen runt Mont de la Gouille är huvudsakligen bergig, men västerut är den kuperad. Runt Mont de la Gouille är det glesbefolkat, med 12 invånare per kvadratkilometer.. Närmaste större samhälle är Bagnes, 19,9 km norr om Mont de la Gouille. 
Trakten runt Mont de la Gouille består i huvudsak av gräsmarker.